# NABI 700SE
A NABI 700SE egy szóló autóbusz melyet a NABI kft. gyártott

## Magyarországon
Magyarországon jelenleg csak a Volánbusz üzemelteti a típust. Ezek régebben a következő szolgáltatóknál teljesítettek szolgálatot: Kapos Volán Pannon Volán Gemenc Volán.